# Budzyń (powiat opolski)
Budzyń – wieś w Polsce położona w województwie lubelskim, w powiecie opolskim, w gminie Chodel.
| SIMC    | Nazwa          | Rodzaj    |
| ------- | -------------- | --------- |
| 0379844 | Budzyń-Kolonia | część wsi |

W latach 1975–1998 miejscowość należała administracyjnie do ówczesnego województwa lubelskiego.
Wieś stanowi sołectwo w gminie Chodel. Według Narodowego Spisu Powszechnego z roku 2011 wieś liczyła 103 mieszkańców.
Wierni Kościoła rzymskokatolickiego należą do parafii Trójcy Świętej i Narodzenia Najświętszej Maryi Panny w Chodlu.